# Blepharotoma corumbana
Blepharotoma corumbana är en skalbaggsart som beskrevs av Moser 1921. Blepharotoma corumbana ingår i släktet Blepharotoma och familjen Melolonthidae. Inga underarter finns listade.